# 遮打道
22°16′52.95″N 114°09′35.35″E / 22.2813750°N 114.1598194°E

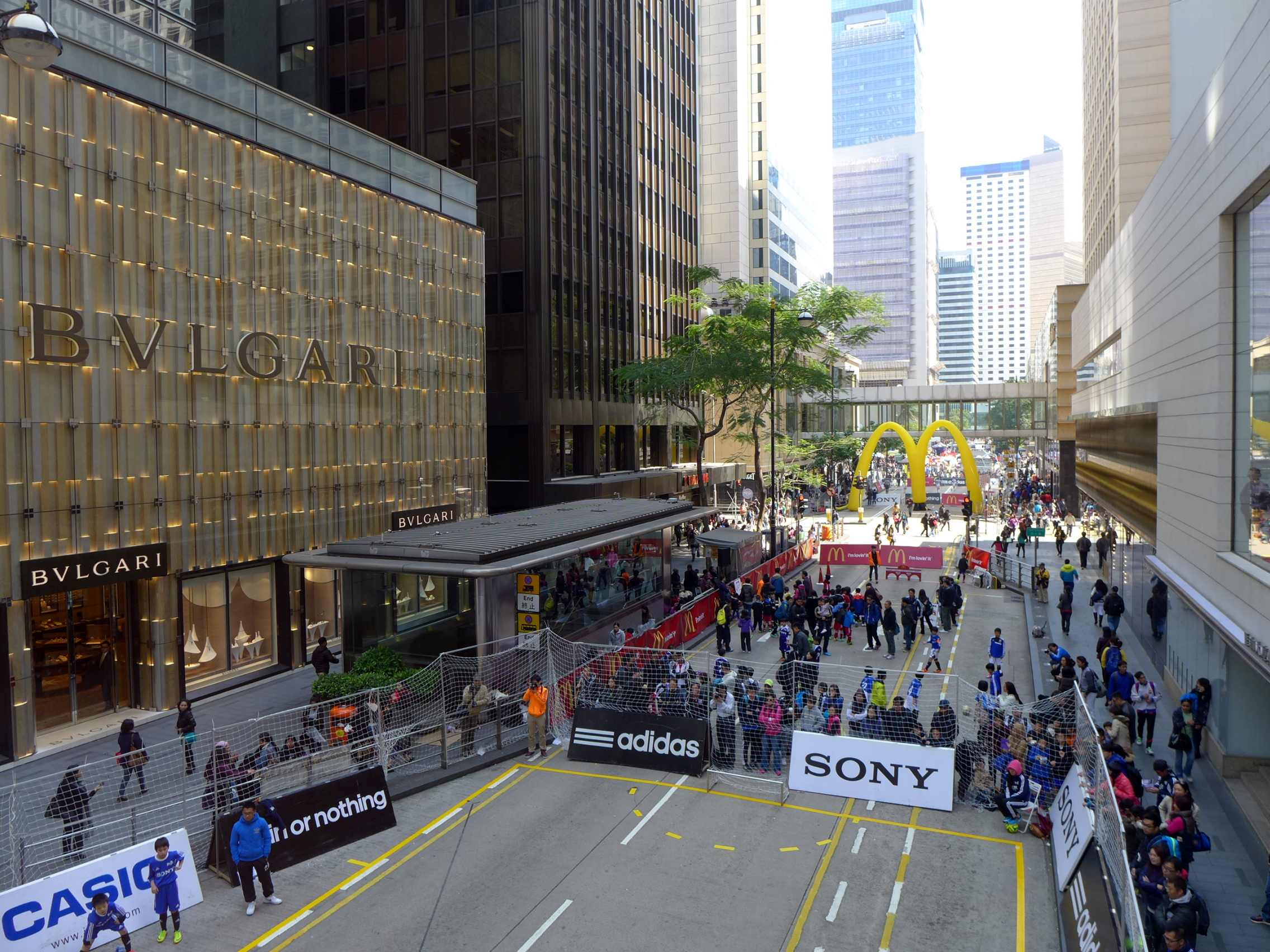
遮打道在假日時有不同類型的活動，如運動嘉年華、老爺車車展、抬橋比賽及賣物會等

遮打道（英語：Chater Road）位於香港中環，現時是一條三線單程行車的道路，是東行方向。遮打道西接德輔道中及畢打街交界，東接美利道止。地底則是港鐵中環站的荃灣綫月台（荃灣綫通車前為修正早期系統使用）。通車初期，車站的英文名稱以遮打道命名為 Chater Station，直至港島綫通車後才統一稱為 Central Station。道路以香港亞美尼亞裔商人保羅·遮打（Paul Chater）命名。

## 特色
遮打道上方連接太子大廈及文華東方酒店的天橋是香港第一條空調行人天橋，於1963年建造。
現在每逢勞工假日包括星期日，遮打道和皇后像廣場一帶被劃作行人專用區。而有不少菲律賓傭工都選擇此處作為其休息的地方，因此在星期日那一帶又有「小菲律賓」的稱號。

## 沿路建築
- 遮打大廈
- 聖佐治大廈
- 歷山大廈
- 香港文華東方酒店
- 太子大廈
- 遮打道行人隧道
- 中環站
- 皇后像廣場
- 和平紀念碑
- 終審法院大樓
- 香港會所大廈
- 遮打花園
- 中國建設銀行大廈
- 友邦金融中心

## 外部連結
- 遮打道地圖 （页面存档备份，存于）